# Parafia Wniebowzięcia Najświętszej Maryi Panny w Bestwinie
Parafia Wniebowzięcia Najświętszej Maryi Panny w Bestwinie – parafia rzymskokatolicka znajdująca się w Bestwinie. Należy do dekanatu Wilamowice diecezji bielsko-żywieckiej.
Została po raz pierwszy wzmiankowana w spisie świętopietrza parafii dekanatu Oświęcim diecezji krakowskiej z 1326 pod nazwą Bestwina. Następnie w kolejnych spisach świętopietrza z 1335 jako Bescomia i lat 1346–1358 pod nazwami Bestvina, Bestwina, Bestvyna, Besczvina i Besczwina.
W XVI wieku drugi drewniany kościół został zajęty przez kalwinów i do niedawna sądzono, że zastąpili oni go nową murowaną świątynią od 1632 pod obecnym wezwaniem. Najnowsze odkrycia wskazują jednak, że murowany kościół był starszy, z epoki gotyku.
Do 1644 w dekanacie Oświęcim, później w dekanacie Żywiec.